# Ловрес
Ловрес (нем. Loveresse) — коммуна в Швейцарии, в кантоне Берн. 
Входит в состав округа Мутье. Население составляет 316 человек (на 31 декабря 2006 года). Официальный код — 0696.